# Депутаты Национального собрания от департамента Финистер

Выборы в Национальное собрание в 2024 году

Выборы в Национальное собрание в 2022 году

Выборы в Национальное собрание в 2017 году

Выборы в Национальное собрание в 2012 году

|  | Номер округа | Депутат            | Партия                   |
|  | ------------ | ------------------ | ------------------------ |
|  | 1            | Аннаиг Ле Мёр      | «Возрождение»            |
|  | 2            | Пьер-Ив Кадален    | Непокорённая Франция     |
|  | 3            | Дидье Ле Гак       | «Возрождение»            |
|  | 4            | Сандрин Ле Фёр     | «Возрождение»            |
|  | 5            | Гразиелла Мельшьор | «Возрождение»            |
|  | 6            | Мелани Томен       | Социалистическая партия  |
|  | 7            | Лилиана Танги      | «Возрождение»            |
|  | 8            | Эрван Баланан      | Демократическое движение |

|  | Номер округа | Депутат             | Партия                   |
|  | ------------ | ------------------- | ------------------------ |
|  | 1            | Аннаиг Ле Мёр       | Вперёд, Республика!      |
|  | 2            | Жан-Шарль Ларсоннёр | Центристский альянс      |
|  | 3            | Дидье Ле Гак        | Вперёд, Республика!      |
|  | 4            | Сандрин Ле Фёр      | Вперёд, Республика!      |
|  | 5            | Гразиелла Мельшьор  | Вперёд, Республика!      |
|  | 6            | Мелани Томен        | Социалистическая партия  |
|  | 7            | Лилиана Танги       | Вперёд, Республика!      |
|  | 8            | Эрван Баланан       | Демократическое движение |

|  | Номер округа | Депутат             | Партия              |
|  | ------------ | ------------------- | ------------------- |
|  | 1            | Аннаиг Ле Мёр       | Вперёд, Республика! |
|  | 2            | Жан-Шарль Ларсоннёр | Вперёд, Республика! |
|  | 3            | Дидье Ле Гак        | Вперёд, Республика! |
|  | 4            | Сандрин Ле Фёр      | Вперёд, Республика! |
|  | 5            | Гразиелла Мельшьор  | Вперёд, Республика! |
|  | 6            | Ришар Ферран        | Вперёд, Республика! |
|  | 7            | Лилиана Танги       | Вперёд, Республика! |
|  | 8            | Эрван Баланан       | Вперёд, Республика! |

|  | Номер округа | Депутат                         | Партия                  |
|  | ------------ | ------------------------------- | ----------------------- |
|  | 1            | Жан-Жак Юрвоаc                  | Социалистическая партия |
|  | 2            | Патрисия Адан                   | Социалистическая партия |
|  | 3            | Жан-Люк Блёнван                 | Разные левые            |
|  | 4            | Марилиз Лебраншю / Гвенеган Бюи | Социалистическая партия |
|  | 5            | Шанталь Гитте                   | Социалистическая партия |
|  | 6            | Ришар Ферран                    | Социалистическая партия |
|  | 7            | Анник Ле Лош                    | Социалистическая партия |
|  | 8            | Жильбер Ле Бри                  | Социалистическая партия |

|  | Номер округа | Депутат          | Партия                    |
|  | ------------ | ---------------- | ------------------------- |
|  | 1            | Жан-Жак Юрвоаc   | Социалистическая партия   |
|  | 2            | Патрисия Адан    | Социалистическая партия   |
|  | 3            | Маргерит Ламур   | Союз за народное движение |
|  | 4            | Марилиз Лебраншю | Социалистическая партия   |
|  | 5            | Жак Ле Гуэн      | Союз за народное движение |
|  | 6            | Кристиан Менар   | Союз за народное движение |
|  | 7            | Анник Ле Лош     | Социалистическая партия   |
|  | 8            | Жильбер Ле Бри   | Социалистическая партия   |

|  | Номер округа | Депутат          | Партия                    |
|  | ------------ | ---------------- | ------------------------- |
|  | 1            | Марсель Рамоне   | Союз за народное движение |
|  | 2            | Патрисия Адан    | Социалистическая партия   |
|  | 3            | Маргерит Ламур   | Союз за народное движение |
|  | 4            | Марилиз Лебраншю | Социалистическая партия   |
|  | 5            | Жак Ле Гуэн      | Союз за народное движение |
|  | 6            | Кристиан Менар   | Союз за народное движение |
|  | 7            | Элен Танги       | Союз за народное движение |
|  | 8            | Жильбер Ле Бри   | Социалистическая партия   |